# Porroecia pseudoparthenoda
Porroecia pseudoparthenoda is een mosselkreeftjessoort uit de familie van de Halocyprididae. De wetenschappelijke naam van de soort is voor het eerst geldig gepubliceerd in 1972 door Angel.